# Comuna de Adamów
Adamów (polaco: Gmina Adamów) é uma gminy (comuna) na Polónia, na voivodia de Lublin e no condado de Łukowski. A sede do condado é a cidade de Adamów.
De acordo com os censos de 2004, a comuna tem 5815 habitantes, com uma densidade 58,8 hab/km².

## Área
Estende-se por uma área de 98,89 km², incluindo:
- área agricola: 63%
- área florestal: 31%

## Demografia
Dados de 30 de Junho 2004:
|                      | Total   | Total | Mulheres | Mulheres | Homens  | Homens |
| -------------------- | ------- | ----- | -------- | -------- | ------- | ------ |
|                      | pessoas | %     | pessoas  | %        | pessoas | %      |
| População            | 5815    | 100   | 2938     | 50,5     | 2877    | 49,5   |
| Densidade (pop./km²) | 58,8    | 100   | 29,7     | 29,7     | 29,1    | 29,1   |

De acordo com dados de 2002, o rendimento médio per capita ascendia a 1602,6 zł.

## Subdivisões
- Adamów, Budziska, Dąbrówka, Ferdynandów, Gułów, Helenów, Hordzieżka, Kalinowy Dół, Konorzatka, Lipiny, Sobiska, Turzystwo, Władysławów, Wola Gułowska, Zakępie, Żurawiec.

## Comunas vizinhas
- Jeziorzany, Krzywda, Nowodwór, Serokomla, Ułęż, Wojcieszków